# Chazaliella coffeosperma
Espèce
Synonymes
- Chazaliella coffeosperma subsp. coffeosperma[1]
- Psychotria coffeosperma K.Schum.[1]

Chazaliella coffeosperma (K.Schum.) Verdc. est une espèce de plantes de la famille des Rubiacées et du genre Chazaliella, présente en Afrique tropicale.

## Description
C'est un arbrisseau pouvant atteindre 1,5 m de hauteur.

## Distribution
Sous le nom de Psychotria coffeosperma, le premier spécimen a été récolté, en fleurs, le 17 mars 1895 par Alois Staudt, dans les sous-bois humides et ombragés, près de Lolodorf, à une altitude d'environ 450-500 m.
La sous-espèce coffeosperma a été récoltée principalement au Cameroun (régions du Centre et du Sud), également au Gabon, notamment sur les monts de Cristal.

## Liste des sous-espèces
Selon Catalogue of Life (12 février 2018) :
- sous-espèce Chazaliella coffeosperma subsp. coffeosperma
- sous-espèce Chazaliella coffeosperma subsp. longipedicellata